# Бонхилл
Бонхи́лл (англ. Bonhill, гэльск. Both an Uillt, скотс B'nill) — город в Шотландии. Расположен на восточном берегу реки Ливен, в округе Уэст-Данбартоншир.